# Немецкий язык в Австралии
На немецком языке в Австралии, согласно последней переписи населения, говорит около 77,5 тысяч человек, что составляет 0,4 % от общей численности населения Австралии. Немецкий язык для них является бытовым, несмотря на знание английского.
Большинство представителей немецкоязычного населения живёт, как и большая часть англоязычных, в крупнейших городах страны (Мельбурн, Сидней, Брисбен, Перт, Аделаида). Носители немецкого языка составляют большую долю в общем составе населения Аделаиды (0,57 %) и её пригородах (0,68 %), в Саншайн-Кост (0,64 %) и Голд-Кост (0,52%), на полуострове Кейп-Йорк, включая влажные тропики, Кэрнс с окрестностями (0,61 %), а также частично в пограничном районе между Новым Южным Уэльсом и Викторией (0,52 %), в Мельбурне и вдоль побережья Нового Южного Уэльса. К ним также причисляются и те, кто владеет немецким языком, но не употребляет его в устной речи.
Численность лиц немецкого происхождения в Австралии гипотетически больше: по различным оценкам, она составляет от полумиллиона до миллиона человек, что, однако, значительно меньше, чем в Соединённых штатах Америки. Такие оценки вполне могут быть объяснены тем, что немцы играли значительную роль в истории континента, в частности, в его заселении и исследовании. Потомки немцев, переселившихся сюда в XIX-XX веках, чаще всего не знают своих корней, поэтому не считают себя немцами.